# Szükségállapot (film)
A Szükségállapot (The Siege) 1998-ban bemutatott politikai thriller, mely egy fiktív szituációval operál: terroristasejtek számos támadást hajtanak végre New Yorkban.
A Szenvedélyek viharában és Az utolsó szamuráj rendezőjének filmjében Denzel Washington, Annette Bening és Bruce Willis játsszák a főszerepet.

## Cselekménye
Anthony Hubbard Szövetségi Nyomozóiroda-ügynök azon fáradozik, hogy megakadályozza néhány buszban elhelyezett bomba aktivizálódását New Yorkban. Miután egy terrorista alvósejt sikeresen elvégezve küldetését elpusztít egy buszt, az FBI azonosítja a felelősöket és rajtaütést hajt végre. Az elkerülhetetlen lövöldözés közben a sejt egyik tagja életét veszti. Azonban az első sejt kiiktatása aktiválja a kettes számú alvósejt munkáját, aki szintén sikerrel jár egy Broadway színház elleni merénylettel. A második sejtet is kiküszöbölik, a harmadik pedig az FBI terroristaellenes egységének egyik irodájára csap le. Az amerikai elnök válasza a szükségállapot kihirdetése és a hadsereg beküldése, aminek élén William Deveraux tábornok áll. Háromfrontos konfliktus alakul ki a szövetségi ügynökök, a hadsereg és a terroristák között.

## Szereplők
| Szereplő | Színész           | Magyar hang            |
| --- | ----------------- | ---------------------- |
| Anthony "Hub" Hubbard | Denzel Washington | Kálid Artúr            |
| Elise Kraft / Sharon Bridger | Annette Bening    | Tóth Enikő             |
| William Devereaux tábornok | Bruce Willis      | Dörner György          |
| Frank Haddad | Tony Shalhoub     | Böröndi Tamás          |
| Samir Nazhde | Sami Bouajila     | Jakab Csaba            |
| Danny Sussman | David Proval      | Várkonyi András        |
| Ahmed Bin Talal sejk | Ahmed Ben Larby   | (eredeti nyelven)      |
| Müezzin | Mosleh Mohamed    | (eredeti nyelven)      |
| Tina Osu | Lianna Pai        | Nyírő Bea              |
| Mike Johanssen FBI-ügynök | Mark Valley       | F. Nagy Zoltán         |
| Fred Darius | Jack Gwaltney     | Lux Ádám               |
| Floyd Rose FBI-ügynök | Lance Reddick     | Galambos Péter         |
| Bevándorlásügyi felettes | Jeremy Knaster    | ?                      |
| Egyenruhás bevándorlásügyi | William Hill      | ?                      |
| Khalil Saleh | Aasif Mandvi      | Adil Zebruali          |
| Williams rendőr | Frank DiElsi      | Sinkovits-Vitay András |
| Henderson rendőr | Wood Harris       | ?                      |
| Anita, FBI-ügynök | Ellen Bethea      | Biró Anikó             |
| Arab szóvivő | Hany Kamal        | Móni Ottó              |
| Vezérkari főnök | Chip Zien         | Viczián Ottó           |
| Wright szenátor | Dakin Matthews    | Konrád Antal           |
| Marshall, kongresszusi képviselő | John Rothman      | Varga T. József        |
| Hadseregtábornok | Jimmie Ray Weeks  | Galgóczy Imre          |
| Hardwick ezredes | Victor Slezak     | Bezerédi Zoltán        |
| Tariq Husseini, autósbolt tulajdonosa | Amro Salama       | Salinger Gábor         |
| Önmaga (archív felvétel) | Bill Clinton      | Csuja Imre             |
| További magyar hangok |                   |                        |
| Albert Gábor, Biró Anikó, Bordi András, Csík Csaba Krisztián, Dengyel Iván, Katona Zoltán, Kertész Zsuzsa, Koncz István, Korbuly Péter, Kovács István, Némedi Mari, Orosz István, Szalóczy Pál, Varga T. József, Varga Tamás, Végh Ferenc, Welker Gábor, Wohlmuth István |                   |                        |

## Háttér
Komoly visszhangot gerjesztett a film többek között a tekintetben, hogy az arab emberek internálását festi meg, különösen nem sokkal 9/11 előtti időszakban. Ez az esemény valószínűtlen egy a film által meghatározott eseménysorozat forgatókönyvében.
Noha a filmet három évvel a szeptember 11-i támadások előtt mutatták be, néhány eleme emlékeztet a 2001-es történésekre, melyek közül leginkább szembetűnő az iszlám terroristák támadása New York városára, köztük az USA kormányzati épületeire, illetve a bekövetkezett arabellenes érzelmek a lakosság körében.
Más kulcsfontosságú momentumok azonban, úgymint a szükségállapot és az arab-amerikai lakosok tömeginternálása, mindmáig nem következtek be.
A „blowback” szintén fontos eleme a filmnek. Ezt a kifejezést a CIA a külföldi bevetéseinek előre nem látható következményeire használja. A Szükségállapotban mindez a következőképpen jelentkezik: Ahmed Bin Talal sejk és követői az USA szövetségesei voltak a Szaddám Huszein elleni harcokban. A CIA anyagilag támogatta a sejket, követőit pedig kitanította különböző kémkedési és titkosszolgálati módszerek végzésére, a beépülésre és a bombagyártásra. Később politikai módszerváltás következett be, a támogatás abbamaradt, az arab szövetségeseket pedig kivégezték. Néhánynak azonban sikerült elmenekülnie, majd vízummal visszajutnia Amerikába. A sejk és embereinek New York elleni merényletei a cserbenhagyás megbosszulása.
Ha hosszú távra tervezel, állapíts meg fokozatokat. Kezdj kicsiben és fejezd be nagyban. Ha nem követsz el hibát, jobban fognak rettegni, mint az Apokalipszis lovasait.
– Ismeretlen szerző egy interneten közzétett, terrorizmus-elmélettel foglalkozó dokumentumban.

## Érdekességek
- Elsőként a Szükségállapot vetítései előtt volt látható 1998 novemberében az 1999 májusában bemutatott Star Wars I. rész: Baljós árnyak című film első előzetese. Jelentések szerint ez jelentősen befolyásolta a jegyeladásokat, mivel számos néző csupán az előzetesért ült be a moziba, és a film kezdetekor távozott is.[5]
- Lawrence Wright forgatókönyvíró egy a CBS-nek adott 2007-es interjúban elmondta, a film bemutatása idején megbukott a mozikban, azonban a 9/11 utáni időszakban a legtöbbet kölcsönzötté vált.[6]
- Bruce Willis három 1998-as filmjéért (Armageddon, A kód neve: Merkúr és Szükségállapot) „elnyerte” a legrosszabb színésznek járó Arany Málna díjat.